# Caltathra minuta
Caltathra minuta är en insektsart som beskrevs av Desutter-grandcolas 2002. Caltathra minuta ingår i släktet Caltathra och familjen syrsor. Inga underarter finns listade i Catalogue of Life.